# Vaahteraliiga 2024
Die Vaahteraliiga 2024 ist die 46. Saison der Vaahteraliiga, der höchsten finnischen Spielklasse in der Sportart American Football.  Sie begann am 16. Mai 2024.

## Teilnehmer und Modus
Die sieben Teams bestreiten ein doppeltes Jeder-gegen-jeden-Turnier mit Hin- und Rückspiel.  Die besten vier Teams dieser erreichen die Play-offs, in denen sie den finnischen Meister ermitteln.
| Team                     | Heimatstadt | Heimstadion            |
| ------------------------ | ----------- | ---------------------- |
| Helsinki Roosters        | Helsinki    | Helsingin Velodromi    |
| Helsinki Wolverines      | Helsinki    | Helsingin Velodromi    |
| Kuopio Steelers          | Kuopio      | Väinölänniemen stadion |
| Porvoo Butchers          | Porvoo      | Porvoon keskuskenttä   |
| Seinäjoki Crocodiles     | Seinäjoki   | Seinäjoen keskuskenttä |
| United Newland Crusaders | Hanko/Lohja | Harjun urheilukenttä   |
| Wasa Royals              | Vaasa       | Kaarlen kenttä         |

## Reguläre Saison
Bereits früh in der Saison gab es eine deutliche Separation. So waren nach dem vierten Spieltag mit den Roosters, den Crocodiles und den Steelers noch drei Teams ohne Niederlage und andererseits mit den Crusaders, den Royals und den Wolverines ebenfalls drei Teams, die noch sieglos waren.  Nach der Hinrunde der Saison zeigte sich in der Tabelle die seltene eindeutige Konstellation, dass jedes Team genau gegen die Gegner einen Sieg zu Buche stehen hatte, die in der Tabelle schlechter platziert waren.  Dies änderte sich dann bereits am ersten Spieltag der Rückrunde, als die viertplatzierten Porvoo Butchers beim verlustpunktfreien Tabellenführer Kuopio Steelers deutlich gewann.  Es folgten zwei weitere Niederlagen für die Steelers.  Gleichzeitig fuhren die bis dahin noch sieglosen United Newland Crusaders ihren ersten Sieg ein gegen die Wasa Royals ein.  Dies sorgte jedoch auch dafür, dass der Abstand zwischen Platz vier und Platz fünf vergrößert wurde und somit bereits zwei Spieltage vor Schluss die vier Play-off-Teilnehmer feststanden.

### Spielplan
| Spieltag 1   | Spieltag 1               | Spieltag 1 | Spieltag 1      |
| Datum        | Heimteam                 | Ergebnis   | Auswärtsteam    |
| ------------ | ------------------------ | ---------- | --------------- |
| 16. Mai 2024 | Helsinki Roosters        | 28:12      | Wasa Royals     |
| 17. Mai 2024 | Seinäjoki Crocodiles     | 34:16      | Porvoo Butchers |
| 18. Mai 2024 | United Newland Crusaders | 14:62      | Kuopio Steelers |

| Spieltag 2   | Spieltag 2           | Spieltag 2 | Spieltag 2      |
| Datum        | Heimteam             | Ergebnis   | Auswärtsteam    |
| ------------ | -------------------- | ---------- | --------------- |
| 23. Mai 2024 | Seinäjoki Crocodiles | 32:14      | Wasa Royals     |
| 24. Mai 2024 | Helsinki Roosters    | 28:7       | Porvoo Butchers |
| 25. Mai 2024 | Helsinki Wolverines  | 6:46       | Kuopio Steelers |

| Spieltag 3   | Spieltag 3           | Spieltag 3 | Spieltag 3               |
| Datum        | Heimteam             | Ergebnis   | Auswärtsteam             |
| ------------ | -------------------- | ---------- | ------------------------ |
| 30. Mai 2024 | Helsinki Roosters    | 63:7       | United Newland Crusaders |
| 31. Mai 2024 | Seinäjoki Crocodiles | 37:14      | Helsinki Wolverines      |
| 2. Juni 2024 | Porvoo Butchers      | 50:13      | Wasa Royals              |

| Spieltag 4   | Spieltag 4               | Spieltag 4 | Spieltag 4           |
| Datum        | Heimteam                 | Ergebnis   | Auswärtsteam         |
| ------------ | ------------------------ | ---------- | -------------------- |
| 6. Juni 2024 | Helsinki Wolverines      | 0:63       | Helsinki Roosters    |
| 7. Juni 2024 | United Newland Crusaders | 41:63      | Seinäjoki Crocodiles |
| 8. Juni 2024 | Porvoo Butchers          | 7:21       | Kuopio Steelers      |

| Spieltag 5    | Spieltag 5          | Spieltag 5 | Spieltag 5               |
| Datum         | Heimteam            | Ergebnis   | Auswärtsteam             |
| ------------- | ------------------- | ---------- | ------------------------ |
| 13. Juni 2024 | Porvoo Butchers     | 46:0       | United Newland Crusaders |
| 14. Juni 2024 | Helsinki Wolverines | 27:41      | Wasa Royals              |
| 15. Juni 2024 | Kuopio Steelers     | 27:10      | Seinäjoki Crocodiles     |

| Spieltag 6    | Spieltag 6               | Spieltag 6 | Spieltag 6        |
| Datum         | Heimteam                 | Ergebnis   | Auswärtsteam      |
| ------------- | ------------------------ | ---------- | ----------------- |
| 27. Juni 2024 | Kuopio Steelers          | 24:14      | Helsinki Roosters |
| 28. Juni 2024 | Helsinki Wolverines      | 0:63       | Porvoo Butchers   |
| 29. Juni 2024 | United Newland Crusaders | 20:32      | Wasa Royals       |

| Spieltag 7   | Spieltag 7           | Spieltag 7 | Spieltag 7               |
| Datum        | Heimteam             | Ergebnis   | Auswärtsteam             |
| ------------ | -------------------- | ---------- | ------------------------ |
| 4. Juli 2024 | Helsinki Wolverines  | 41:39      | United Newland Crusaders |
| 5. Juli 2024 | Seinäjoki Crocodiles | 19:27      | Helsinki Roosters        |
| 6. Juli 2024 | Kuopio Steelers      | 28:13      | Wasa Royals              |

| Spieltag 8    | Spieltag 8           | Spieltag 8 | Spieltag 8               |
| Datum         | Heimteam             | Ergebnis   | Auswärtsteam             |
| ------------- | -------------------- | ---------- | ------------------------ |
| 11. Juli 2024 | Helsinki Roosters    | 42:7       | Helsinki Wolverines      |
| 12. Juli 2024 | Kuopio Steelers      | 8:24       | Porvoo Butchers          |
| 13. Juli 2024 | Seinäjoki Crocodiles | 63:8       | United Newland Crusaders |

| Spieltag 9    | Spieltag 9               | Spieltag 9 | Spieltag 9          |
| Datum         | Heimteam                 | Ergebnis   | Auswärtsteam        |
| ------------- | ------------------------ | ---------- | ------------------- |
| 18. Juli 2024 | United Newland Crusaders | 6:65       | Porvoo Butchers     |
| 19. Juli 2024 | Wasa Royals              | 42:28      | Helsinki Wolverines |
| 20. Juli 2024 | Seinäjoki Crocodiles     | 31:28      | Kuopio Steelers     |

| Spieltag 10   | Spieltag 10       | Spieltag 10 | Spieltag 10              |
| Datum         | Heimteam          | Ergebnis    | Auswärtsteam             |
| ------------- | ----------------- | ----------- | ------------------------ |
| 25. Juli 2024 | Porvoo Butchers   | 56:3        | Helsinki Wolverines      |
| 26. Juli 2024 | Helsinki Roosters | 34:13       | Kuopio Steelers          |
| 27. Juli 2024 | Wasa Royals       | 37:41       | United Newland Crusaders |

| Spieltag 11    | Spieltag 11              | Spieltag 11 | Spieltag 11          |
| Datum          | Heimteam                 | Ergebnis    | Auswärtsteam         |
| -------------- | ------------------------ | ----------- | -------------------- |
| 1. August 2024 | United Newland Crusaders | 7:33        | Helsinki Wolverines  |
| 2. August 2024 | Wasa Royals              | 27:33       | Kuopio Steelers      |
| 3. August 2024 | Helsinki Roosters        | 42:35       | Seinäjoki Crocodiles |

| Spieltag 12     | Spieltag 12              | Spieltag 12 | Spieltag 12          |
| Datum           | Heimteam                 | Ergebnis    | Auswärtsteam         |
| --------------- | ------------------------ | ----------- | -------------------- |
| 8. August 2024  | United Newland Crusaders | 0:79        | Helsinki Roosters    |
| 9. August 2024  | Helsinki Wolverines      | 10:46       | Seinäjoki Crocodiles |
| 10. August 2024 | Wasa Royals              | 7:14        | Porvoo Butchers      |

| Spieltag 13     | Spieltag 13     | Spieltag 13 | Spieltag 13          |
| Datum           | Heimteam        | Ergebnis    | Auswärtsteam         |
| --------------- | --------------- | ----------- | -------------------- |
| 15. August 2024 | Porvoo Butchers | 14:21       | Helsinki Roosters    |
| 16. August 2024 | Wasa Royals     | 20:49       | Seinäjoki Crocodiles |
| 17. August 2024 | Kuopio Steelers | 41:7        | Helsinki Wolverines  |

| Spieltag 14     | Spieltag 14     | Spieltag 14 | Spieltag 14              |
| Datum           | Heimteam        | Ergebnis    | Auswärtsteam             |
| --------------- | --------------- | ----------- | ------------------------ |
| 22. August 2024 | Wasa Royals     | 17:14       | Helsinki Roosters        |
| 23. August 2024 | Kuopio Steelers | 40:14       | United Newland Crusaders |
| 24. August 2024 | Porvoo Butchers | 17:14       | Seinäjoki Crocodiles     |

### Tabelle
| Pl. | Team                     | Sp. | S  | U | N  | TD      | Diff. | Punkte | SQ    |
| --- | ------------------------ | --- | -- | - | -- | ------- | ----- | ------ | ----- |
| 1   | Helsinki Roosters        | 12  | 10 | 0 | 2  | 455:155 | +300  | 20     | 0,833 |
| 2   | Kuopio Steelers          | 12  | 9  | 0 | 3  | 371:201 | +170  | 18     | 0,750 |
| 3   | Seinäjoki Crocodiles     | 12  | 8  | 0 | 4  | 433:264 | +169  | 16     | 0,667 |
| 4   | Porvoo Butchers          | 12  | 8  | 0 | 4  | 379:155 | +224  | 16     | 0,667 |
| 5   | Wasa Royals              | 12  | 4  | 0 | 8  | 275:364 | 0−89  | 8      | 0,333 |
| 6   | Helsinki Wolverines      | 12  | 2  | 0 | 10 | 176:523 | −347  | 4      | 0,167 |
| 7   | United Newland Crusaders | 12  | 1  | 0 | 11 | 197:624 | −427  | 2      | 0,083 |

 Qualifikation für die Play-offs

## Play-offs
|  | Halbfinale 31. August/1. September | Halbfinale 31. August/1. September | Halbfinale 31. August/1. September |  |  | Vaahteramalja XLV | Vaahteramalja XLV    | Vaahteramalja XLV |
|  |                                    |                                    |                                    |  |  |                   |                      |                   |
|  |                                    |                                    |                                    |  |  |                   |                      |                   |
|  | 1                                  | Helsinki Roosters                  | 41                                 |  |  |                   |                      |                   |
|  | 4                                  | Porvoo Butchers                    | 14                                 |  |  |                   |                      |                   |
|  |                                    |                                    |                                    |  |  | 1                 | Helsinki Roosters    | 49                |
|  |                                    |                                    |                                    |  |  | 3                 | Seinäjoki Crocodiles | 14                |
|  | 2                                  | Kuopio Steelers                    | 14                                 |  |  |                   |                      |                   |
|  | 3                                  | Seinäjoki Crocodiles               | 35                                 |  |  |                   |                      |                   |
|  |                                    |                                    |                                    |  |  |                   |                      |                   |

### Halbfinale
|                                         |                         | {{{Spiel}}}     |         |                      |  |                        |
| Kuopio 31. August 2024 18:00 Uhr (EEST) |                         | Kuopio Steelers | 14 : 35 | Seinäjoki Crocodiles |  | Väinölänniemen stadion |
| Kuopio 31. August 2024 18:00 Uhr (EEST) | (14:14, 0:7, 0:14, 0:0) | Kuopio Steelers |         | Seinäjoki Crocodiles |  | Väinölänniemen stadion |

|                                             |                        | {{{Spiel}}}       |         |                 |  |                     |
| Helsinki 1. September 2024 14:00 Uhr (EEST) |                        | Helsinki Roosters | 41 : 14 | Porvoo Butchers |  | Helsingin Velodromi |
| Helsinki 1. September 2024 14:00 Uhr (EEST) | (14:0, 20:7, 0:0, 7:7) | Helsinki Roosters |         | Porvoo Butchers |  | Helsingin Velodromi |

### Finale
|                                             |                         | Vaahteramalja XLV |         |                      |  |            |
| Helsinki 8. September 2024 16:00 Uhr (EEST) |                         | Helsinki Roosters | 49 : 14 | Seinäjoki Crocodiles |  | Bolt Arena |
| Helsinki 8. September 2024 16:00 Uhr (EEST) | (14:7, 14:0, 14:7, 7:0) | Helsinki Roosters |         | Seinäjoki Crocodiles |  | Bolt Arena |